# Horacio Arreceygor
Horacio Arreceygor (Gualeguaychú, c. 1959) es un sindicalista y dirigente deportivo argentino. Fue electo vicepresidente del Club Atlético San Lorenzo de Almagro en 2019 y fue presidente del club, tras la renuncia del presidente electo, entre 2021 y 2022 de forma interina y oficialmente entre 2022 y 2023. Actualmente es secretario general del SATSAID y vicepresidente de UNI MEI.

## Biografía

### Comienzos
Vivió su infancia en el barrio de Boedo de la Ciudad Autónoma de Buenos Aires. Su padre y madre no tenían interés en el fútbol pero por el contacto con un kioskero de apodo Pirincho él logra el interés en San Lorenzo de Almagro siendo un activo partícipe de la política del club desde los año noventa. Entregaba en su campaña política para la postulacion de Presidente alfajores de una conocida marca argentina con su logo impreso arriba.

### Vicepresidente de San Lorenzo (2019-2021)
Horacio fue elegido vicepresidente de San Lorenzo en diciembre de 2019 al acompañar al exvicepresidente (2012-2019), el empresario, productor y presentador de televisión, ex locutor de radio y también dirigente deportivo Marcelo Tinelli. Cuatro días después asumió la vicepresidencia

### Presidente de San Lorenzo (2021-2023)
El 21 de mayo de 2021 asumió de forma interina la presidencia de San Lorenzo, tras el pedido de licencia del presidente.
El 30 de abril de 2022, Tinelli presentó la renuncia como presidente de San Lorenzo por lo cual Horacio asumió oficialmente como presidente. En diciembre de 2023 finaliza su cargo como presidente siendo sucedido de Marcelo Moretti.

### Actividad Gremial
Horacio fue elegido Secretario General del Sindicato Argentino de Televisión, Servicios Audiovisuales, Interactivos y de Datos.

## Historia electoral en San Lorenzo

### Elecciones presidenciales en San Lorenzo 2019
| Candidato                   | Candidato                   | Vice                        | Agrupación              | Votos  | %       |
| --------------------------- | --------------------------- | --------------------------- | ----------------------- | ------ | ------- |
|                             | Marcelo Tinelli             | Horacio Arreceygor          | San Lorenzo Siglo XXI   | 12.072 | 80,13%  |
|                             | César Francis               | Matías Plescia              | Volver a San Lorenzo    | 1.220  | 8,10%   |
|                             | Ricardo Saponare            | Edurne Ormaechea            | Frente Pasión Azulgrana | 970    | 6,44%   |
|                             | Claudio De Simone           | Sergio Peljham              | Cruzada por San Lorenzo | 757    | 5,02%   |
| Total de votos válidos      |                             |                             |                         |        |         |
| Votos nulos y blancos       |                             |                             |                         |        |         |
| Total de sufragios emitidos | Total de sufragios emitidos | Total de sufragios emitidos |                         | 15 065 | 100,00% |

Fuente: